# Pselaphus bellax
Pselaphus bellax är en skalbaggsart som beskrevs av Thomas Casey 1894. Pselaphus bellax ingår i släktet Pselaphus och familjen kortvingar. Inga underarter finns listade i Catalogue of Life.